# Paranthura linearis
Paranthura linearis is een pissebed uit de familie Paranthuridae. De wetenschappelijke naam van de soort is voor het eerst geldig gepubliceerd in 1923 door Boone.